# Rakitovo
Rakitovo (Bulgaars: Ракитово) is een stad in de Bulgaarse oblast Pazardzjik. Rakitovo is de hoofdplaats van de gelijknamige gemeente Rakitovo en ligt in het noordelijke gedeelte van het Rodopegebergte. Op 31 december 2018 telde de stad Rakitovo 7.913 inwoners en de gemeente Rakitovo zo'n 14.479 inwoners.

## Steden en dorpen
- Kostandovo